# Sceriffo di Nottingham
Lo Sceriffo di Nottingham è un'importante figura della leggenda di Robin Hood, essendo il principale antagonista di Robin e dei suoi allegri compagni.

## Lo sceriffo nelle leggende originali
Titolare della carica di sceriffo di Nottingham, fedele al principe Giovanni, il suo compito è catturare i fuorilegge come Robin Hood, ed assicurare la possibilità dei traffici commerciali nell'area della foresta di Sherwood, o impedire ai non autorizzati di cacciare i cervi del re. In alcune storie, lo Sceriffo di Nottingham è dipinto come attratto dalla donna di Robin Hood, Lady Marian.
È il peggior nemico di Robin Hood nella maggior parte delle ballate e delle storie, condividendo solo talvolta la scena con sir Guy di Gisbourne o con il principe Giovanni. Le leggende sono di solito ambientate lontano da Nottingham, probabilmente perché il principe Giovanni mantiene la maggior parte delle truppe a difesa dell'Inghilterra del nord. È stato suggerito che lo sceriffo possa essere identificato con personaggi storici come William de Wendenal, Roger de Laci o William Brewer.

## Altri media

### Cinema
Nonostante sia un personaggio minore, spesso ha dato la possibilità a chi ne ricopriva il ruolo di lasciare delle interpretazioni memorabili.
- Nel film del 1938 La leggenda di Robin Hood, interpretato da Errol Flynn nel ruolo principale, lo sceriffo è interpretato da Melville Cooper. È nominalmente definito codardo e secondario a sir Guy di Gisbourne, ma in realtà è abbastanza intelligente. Ad esempio, è lui che prudentemente consiglia a sir Guy di aumentare la sicurezza della propria carovana per scongiurare un'eventuale imboscata di Robin Hood, che sir Guy non tiene conto del suo dolore, ed è la mente della trappola del torneo di tiro con l'arco che cattura con successo Robin Hood.
- Negli anni cinquanta della serie ITV Le avventure di Robin Hood, è interpretato da Alan Wheatley che lo ritrae come un nemico competente e spietato che non è del tutto paragonabile a Robin in combattimento. Wheatley è stato sostituito in seguito con John Arnatt nei panni del vice sceriffo, un cattivo insidioso e traditore che era più alla pari con le abilità di combattimento di Robin.
- Nello sketch The Goon Show, Ye Bandit of Sherwood Forest trasmesso per la prima volta il 28 dicembre 1954, lo sceriffo di Nottingham è interpretato da Peter Sellers nei panni di Hercules Grytpype-Thynne. Quando la sceneggiatura fu riscritta come Robin Hood e il suo Mirry Mon, registrato il 2 dicembre 1956, la parte fu interpretata da Valentine Dyall.
- Lo sceriffo è interpretato da Robert Shaw nel film del 1976 Robin e Marian. Viene anche mostrato in questo film per non essere solo paragonabile a Robin fisicamente, ma anche per essere superiore a lui, dato che domina Robin in uno scontro uno a uno con la spada verso la fine del film, quasi uccidendo Robin.
- In Robin Hood - Principe dei ladri in cui è l'antagonista principale del film, è interpretato da Alan Rickman. Si dice che il suo nome sia "George". Più spietato, temuto, sanguinario, ambizioso, crudele, violento, aggressivo, senza cuore e di pura malvagità della maggior parte delle raffigurazioni, l'ordine del giorno dello sceriffo sembra soppiantare il buon re Riccardo Cuor di Leone sposando un membro della famiglia reale, diventando infine sovrano, o almeno assicurando che i suoi futuri discendenti assumessero il trono.
- È stato interpretato da Keith Allen nella serie della BBC Robin Hood, dal 2006. Allen interpreta lo sceriffo, chiamato Vaisey, come uno psicopatico dal carattere manipolativo e sarcastico. Nella terza serie dello show, Vaisey è deposto dal principe Giovanni a causa del suo omicidio di re Riccardo, dopo di che ha falsificato la propria morte. È temporaneamente sostituito dal suo apparente assassino, Guy di Gisborne, per un episodio prima che Gisborne sia messo fuori legge. La sorella di Gisborne, Isabella, diventa sceriffo per diversi episodi prima che Vaisey ritorni, progettando di riconquistare Nottingham con la forza, nel finale della serie.
- Nel film parodistico Robin Hood - Un uomo in calzamaglia di Mel Brooks, Roger Rees (doppiato in italiano da Marco Mete) interpreta lo "Sceriffo di Ruttingham" di nome Smerdino (Mervyn in originale).
- Uno sceriffo codardo, inetto e lascivo di Nottingham che desidera Lady Marion è interpretato dall'attore Matthew Macfadyen nel film di Ridley Scott del 2010 Robin Hood.
- In Robin Hood - L'origine della leggenda del 2018 in cui è l'antagonista principale del film, è interpretato da Ben Mendelsohn.

#### Versione Disney

Lo sceriffo di Nottingham nella versione Disney.

Lo sceriffo di Nottingham, antagonista secondario del film d'animazione della Disney Robin Hood (1973), appare nelle vesti di un lupo antropomorfo. È doppiato da Pat Buttram nella versione originale e da Carlo Romano in quella italiana, mentre in House of Mouse - Il Topoclub ha la voce di Ben O'Dell (in originale) e di Mino Caprio (in italiano). Sceriffo della contea di Nottingham, con l'aiuto delle sue guardie Crucco e Tonto, due avvoltoi, si occupa della riscossione delle tasse per il principe Giovanni, fratello del re d'Inghilterra Riccardo Cuor di Leone. La cittadinanza della contea di Nottingham risente della sua perfidia rimanendo completamente senza denari.
Avido, ottuso e crudele non meno del suo sovrano, oltre che estremamente ligio al suo dovere, lo sceriffo non si fa nessun problema a depredare nemmeno i più bisognosi di tutti i loro risparmi (come il fabbro Otto, infortunato, il coniglietto Saetta, che aveva ricevuto una moneta d'oro come regalo di compleanno o il vecchio mendicante cieco che è in realtà Robin Hood camuffato), o addirittura sequestrando le elemosine per i poveri raccolte da Fra Tuck, cosa che scatenerà la furia del mite uomo di chiesa, che reagisce alla sua prepotenza, finendo arrestato dallo stesso sceriffo. È proprio Fra Tuck il principale obiettivo dello sceriffo che, conoscendone le attività di benefattore, non manca di pedinarlo per riscuotere le tasse in quelle stesse case che il prete visita per donare il denaro ai bisognosi abitanti. Oltre alla riscossione delle tasse, ha anche il compito di catturare Robin Hood, cosa che lo vede coinvolto in diversi scontri con il fuorilegge, o di preparare le forche per giustiziare i detenuti condannati a morte. Alla fine, con il ritorno di re Riccardo, viene condannato ai lavori forzati insieme al principe Giovanni ed a sir Biss.
Nonostante la sua indubbia cattiveria e i danni arrecati al popolo di Nottingham, nel finale alternativo del film lo sceriffo, a differenza di Giovanni e Biss, non viene arrestato, e partecipa perfino al matrimonio di Robin e Marian, piangendo commosso. Ciò lascia intendere che, in questa versione, lo sceriffo si sia pentito dei suoi crimini, chiedendo e ottenendo il perdono da re Riccardo, oppure fa il suo lavoro indipendentemente da chi comanda.

#### Versione anime
Nell'anime Robin Hood coprodotto da Tatsunoko e Mondo TV nel 1990 lo sceriffo ha il titolo di barone e si chiama Alwine (notare che nelle leggende originali non viene mai detto il nome dello sceriffo) ed è l'antagonista principale della storia. Nome che stranamente non risulterebbe neppure di origine normanna in quanto di chiara tradizione germanica o presunta sassone.

### Letteratura
Compare come principale antagonista nei due romanzi di Alexandre Dumas intitolati Robin Hood. Il principe dei ladri e Robin Hood il proscritto.